# Dixi som Pudsemand
Dixi som Pudsemand er en dansk stum komediefilm produceret af Nordisk Films Kompagni og instrueret af Eduard Schnedler-Sørensen efter manuskript af Gotfried Petersen. I Det Danske Filminstituts filmdatabase har filmen ingen datering,, hvorimod filmdatabasen IMDb daterer filmen til 1912.
Filmen blev distribueret i tysktalende lande som Teddy als Fensterputzer og i Storbritannien som Jack as Window-Cleaner.

## Handling
En ung mand søger job som vinduespudser, men laver en masse ulykker på jobbet. Han får en omgang klø.

## Medvirkende
- Frederik Buch